# Capitulaire de Meerssen

Droit Romano-germain
Droit du haut Moyen Âge
Capitulaire de Coulaine (843) Capitulaire de Quierzy (877)
Le Capitulaire de Meerssen est un capitulaire qui fut promulgué à Meerssen en 847 sous le règne du roi Charles II le Chauve.
Ce capitulaire organise la féodalité. Il invite tout homme libre à se choisir un seigneur, que ce soit le roi ou un autre seigneur : « Volumus ut unusquisque liber homo in nostro Regno Seniorem, qualem voluerit in nobis & in nostris Senioribus, accipiat » (Nous voulons que chaque homme libre dans notre royaume reçoive pour seigneur celui qu'il aura lui-même choisi, soit nous-même, soit un de nos fidèles).